# 평창향교
평창향교(平昌鄕校)는 대한민국 강원특별자치도 평창군 평창읍에 있는 향교이다. 1985년 1월 17일 강원특별자치도의 유형문화재 제101호로 지정되었다.

## 개요
향교는 훌륭한 유학자를 제사하고 지방민의 유학교육과 교화를 위하여 나라에서 지은 교육기관이다.
최창민과 유생들이 효종 9년(1658)에 세운 이곳은 숙종 45년(1719) 영조 5년(1729)에 수리하였으며, 그 후에도 여러 차례 고쳤다. 또한 한국전쟁으로 인해 건물의 일부가 파손된 것을 1953년에 고쳤다.
현재 남아 있는 건물은 2층 누각인 풍화루와 학생들이 공부하던 강당인 명륜당이 있고, 내삼문과 공자를 비롯하여 여러 성현들을 모시고 있는 대성전이 있다. 이 외에도 홍살문과 부속건물 3동이 있다. 앞쪽에는 배움의 공간이 있고, 뒤쪽에는 제사공간을 형성하고 있어, 향교의 일반적 배치형태인 전학후묘를 따르고 있다.
조선시대에는 국가로부터 지원을 받아 학생들을 가르쳤으나 갑오개혁(1894) 이후에는 교육적 기능은 없어지고 봄·가을에 걸쳐 제사만 지낸다. 한국전쟁으로 인해 남아있는 책은 없으며, 이 지역내의 향교건물로는 오래된 건물에 속한다.

## 참고 자료
- 평창향교 - 국가유산청 국가유산포털